# Salpausselkä

Le dorsali moreniche del gruppo di Salpausselkä, nel sud della Finlandia

Il Salpausselkä costituisce una serie di dorsali moreniche formatesi durante l'era glaciale nella regione corrispondente all'attuale Finlandia meridionale. Una di queste è lunga 7 km e, attraversando un vasto lago, è sempre stata un'importante via di collegamento.
Sulla sua sommità sono rimaste soltanto alcune centinaia di metri della strada sterrata originale, facente parte in passato di un percorso che arrivava fino in Russia.